# The Infernal Cauldron
Le Chaudron infernal, được phát hành ở Anh với tên The Infernal Cauldron và ở Hoa Kỳ với tên The Infernal Caldron and Phantasmal Hơiors, là một bộ phim lừa đảo câm năm 1903 của Pháp do Georges Méliès đạo diễn. Nó được Star Film Company của Méliès  phát hành và được đánh số thứ hạng 499500500 trong danh mục sản phẩm của công ty.

## Cốt truyện
Trong một căn phòng thời Phục hưng được trang trí với khuôn mặt quỷ dữ và một chiếc áo khoác bị vênh, Satan vui vẻ ném ba nạn nhân vào một cái vạc, phun ra ngọn lửa. Các nạn nhân trỗi dậy từ vạc như những bóng ma, rồi biến thành những quả cầu lửa. Những quả cầu lửa được nhân lên và truy đuổi Satan quanh buồng. Cuối cùng, chính Satan nhảy vào cái vạc, tạo ra một ngọn lửa cuối cùng.

## Phiên bản
Những bộ phim trước năm 1903 của Méliès, đặc biệt là A Trip to the Moon, thường bị các nhà sản xuất Mỹ như Siegmund Lubin chiếu lậu. Để chống lại nạn vi phạm bản quyền, Méliès đã mở một chi nhánh tại Mỹ của Hãng phim Star của mình và bắt đầu sản xuất hai âm bản camera gốc của mỗi bộ phim mà anh làm: một cho thị trường trong nước và một cho phát hành nước ngoài. Để tạo ra hai âm bản riêng biệt, Méliès đã chế tạo một máy ảnh đặc biệt sử dụng hai ống kính và hai cuộn phim cùng một lúc.
Vào những năm 2000, các nhà nghiên cứu của hãng phim Lobster Films Pháp nhận thấy rằng hệ thống hai ống kính của Méliès thực sự là một máy quay phim âm thanh nổi, nhưng đầy đủ chức năng, và do đó, các phiên bản 3D của phim Méliès có thể được tạo ra chỉ bằng cách kết hợp giữa phim trong nước và bản in nước ngoài của bộ phim. Serge Bromberg, người sáng lập của hãng Lobster Films, đã trình bày các phiên bản 3D của The Infernal Cauldron và một bộ phim khác của 1903 Méliès, The Oracle of Delphi, tại buổi giới thiệu tháng 1 năm 2010 tại Cinémathèque Française. Theo nhà phê bình phim Kristin Thompson, "hiệu ứng của 3D rất thú vị, các bộ phim được Lobster đồng bộ hóa trông giống hệt như Méliès đã thiết kế chúng cho 3D."  Bromberg đã chiếu cả hai bộ phim một lần nữa, cũng như bộ phim The Mysterious Retort năm 1906 của Méliès, được chuẩn bị tương tự cho 3D 3D trong buổi thuyết trình tháng 9 năm 2011 tại Viện Hàn lâm Khoa học và Nghệ thuật Điện ảnh.